# William Hemberg
Gustaf William Hemberg, född 1 mars 1890 i Paris, Frankrike, död 5 april 1977 i Stockholm, var en svensk jurist och försäkringsman. Han var son till kontraktsprosten Johan Hemberg i Skövde och hans första hustru Agnes Thorburn (som dog 1890).
Han blev hovrättsråd 1929 och var VD för Livförsäkringsaktiebolaget Nordstjernan 1932–1949. Han var ordförande i Trafikförsäkringsföreningen 1931–1957, Försäkringsföreningen 1947–1953, Livförsäkringsbolagens skattenämnd 1939–1958 och Barnens dags förening 1954–1961.
William Hemberg var gift från 1925 med Aina Wehlin (1896–1990), dotter till köpman Ernst Wehlin och Elin Jakobson. Paret fick barnen Bengt 1925, Agnes 1928, Sten 1930 och Dag 1935.